# Henley Royal Regatta

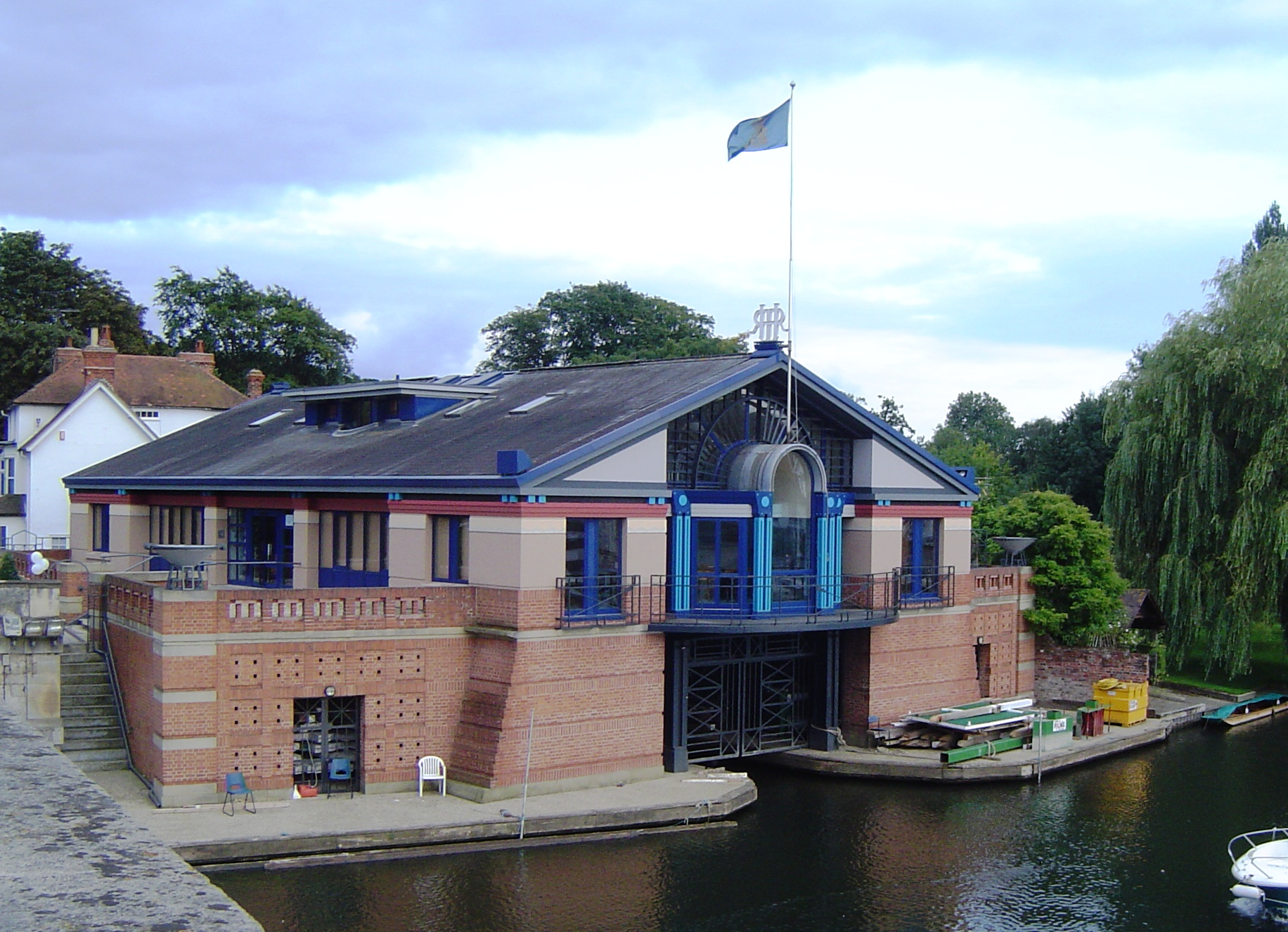
Hoofdkwartier van de Henley Royal Regatta bij de Henley Bridge

De regatta van Henley (Henley Royal Regatta of Henley Regatta) is een jaarlijks sportevenement binnen het roeien op de Theems, verzorgd door de prestigieuze Leander Club uit Henley-on-Thames in Engeland. Het is een traditionele Engelse roeiregatta, is opgericht in 1839 en daarmee een van de oudste roeiwedstrijden (zo niet de oudste) ter wereld. De wedstrijd bestond al voordat hij koninklijke goedkeuring verwierf en heet daarom soms Henley Regatta. Deze wedstrijd moet niet verward worden met drie andere regatta's die over ongeveer hetzelfde traject geroeid worden: de Henley Women's Regatta, Henley Veterans Regatta and Henley Town and Visitors Regatta. Tot halverwege de 20e eeuw was de Henley Royal Regatta het officieuze wereldkampioenschap en de grootste internationale wedstrijd. Het winnen van de Regatta is nog steeds een prestigekwestie.

## Duur en organisatie
De regatta duurt zes dagen, van dinsdag tot en met zondag in het eerste weekeinde van juli. De wedstrijd is een eenvoudige competitie over 1 mijl en 550 yards (2112 m). Vaak nemen internationale ploegen deel. Het belangrijkste onderdeel is de strijd om de Grand Challenge Cup voor heren acht, die geroeid wordt sinds het begin van de regatta.
Doordat de regatta al bestond voordat nationale en internationale roeiorganisaties ontstonden, kent hij zijn eigen regels en organisatie, hoewel deze nu erkend zijn door British Rowing en de Fédération Internationale des Sociétés d'Aviron. De regatta wordt georganiseerd door de Stewards, voornamelijk oud-roeiers. Pierre de Coubertin liet zich inspireren door de Henley Stewards toen hij de organisatie van het Internationaal Olympisch Comité opzette.

## Grand Challenge Cup
De topwedstrijd onder de koninginnenummers is de Grand Challenge Cup in acht met stuurman. In pre- en post-olympische jaren vergelijkbaar met een olympische finale in de achtriem.

## België en Nederland op de Grand
Van 1906 tot 1909 kwamen Belgen de Grand ophalen. In 1906 werd de Koninklijke Roeivereniging Club Gent het allereerste buitenlandse team dat de Grand Challenge Cup wist te winnen. Een andere Gentse Club, de Roeivereniging Sport Gent won de Grand in 1907. In werkelijkheid ging het beide keren om samengestelde ploegen, waarbij ze onderling afgesproken hadden om de clubnamen afwisselend te gebruiken. Koninklijke Roeivereniging Club Gent won de Grand wel als homogene clubploeg in 1909, een jaar na het door hen behaalde zilver voor België (als volkomen buitenmaatse clubploeg) in de acht met stuurman heren op de Olympische Zomerspelen 1908 (die ook doorgingen in Henley).  

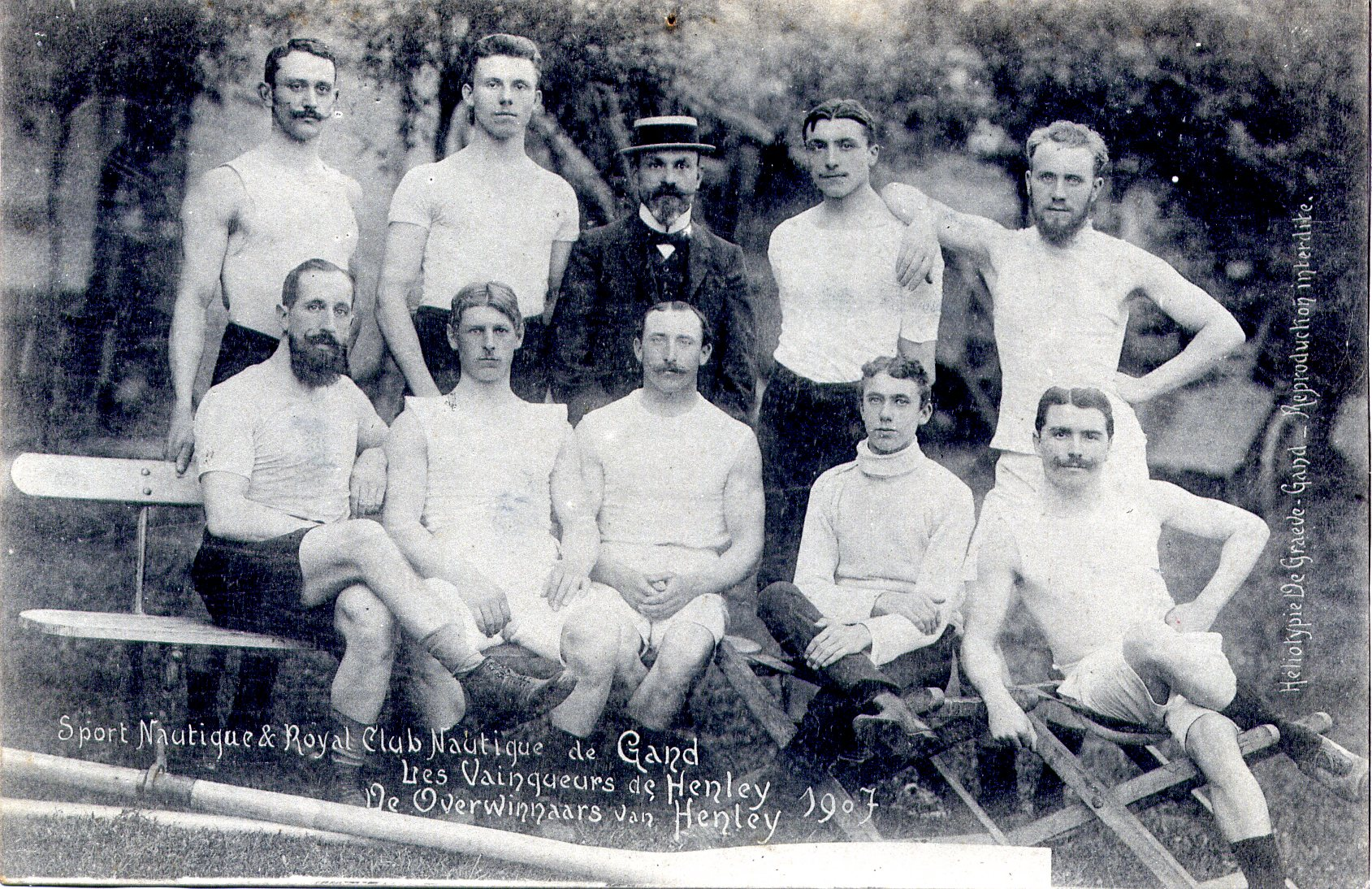
Winnaars 1907 - Koninklijke Roeivereniging Club Gent

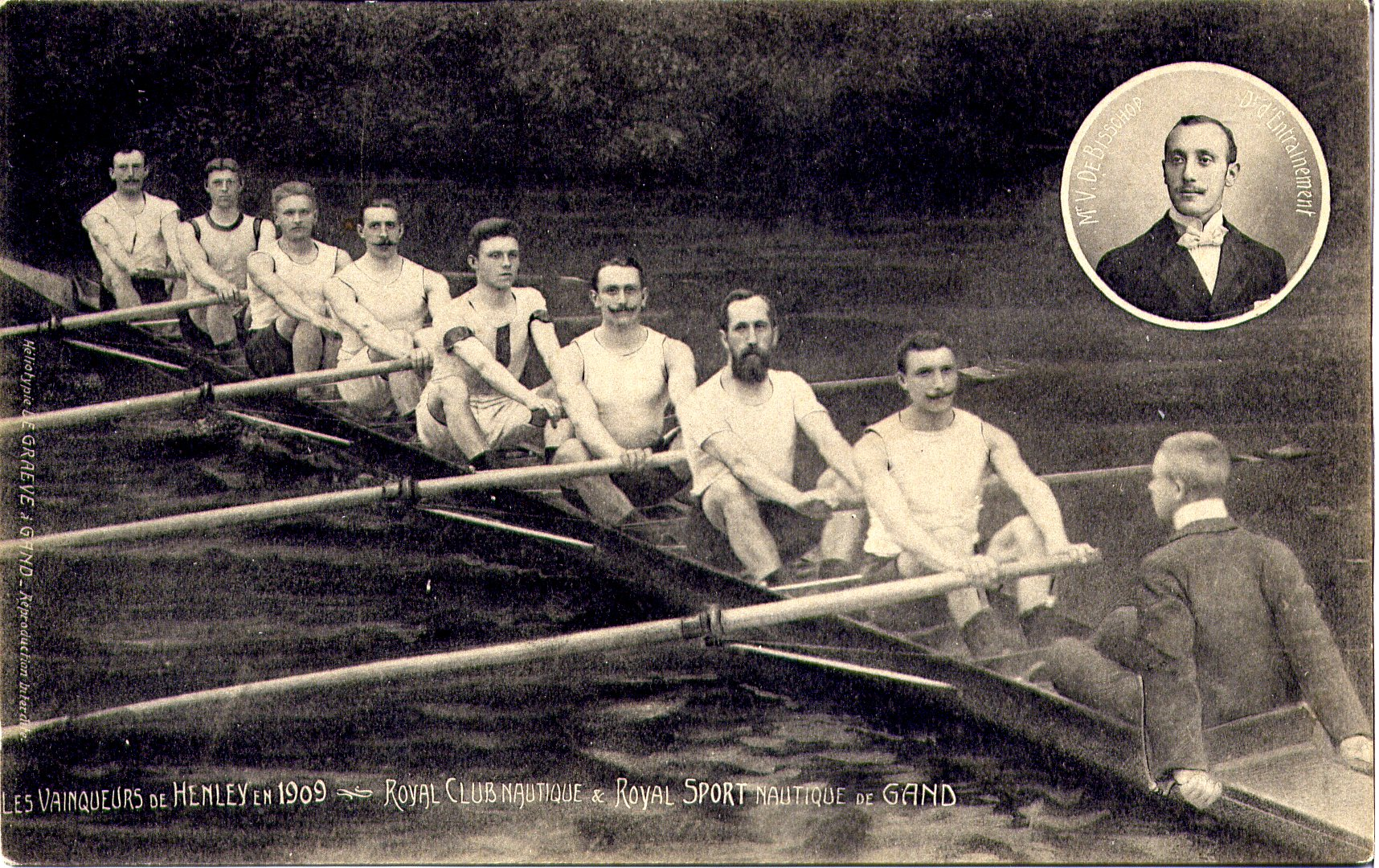
Winnaars 1909 - Koninklijke Roeivereniging Club Gent

In 2004 en 2006 wonnen Nederlandse teams de Grand onder de naam Hollandia Roeiclub. Dit bijzondere Holland Acht-project, dat in 1993 was begonnen, had ondertussen al goud behaald in roeifinale op de Olympische Zomerspelen 1996. In 2004 behaalde dit team ook zilver op de Olympische Zomerspelen 2004.
Van 1906 tot en met 2008 werd de Grand Challenge Cup 47 keer gewonnen door overzeese ploegen: 12 keer door Duitsland, 11 keer door de Verenigde Staten, 9 keer door de Sovjet-Unie, 5 keer door Canada, 3 keer door België en Australië, 2 keer door Nederland en 1 door Zwitserland, Frankrijk, Bulgarije en Kroatië.

## Thames Challenge Cup
De Thames Challenge Cup is de internationale topwedstrijd bij uitstek voor homogene clubploegen heren in open gewichtsklasse. Het is voor een ambitieuze roeiclub de ultieme uitdaging in het klassieke genre. Er zijn elk jaar meer dan veertig inschrijvingen. Naast vele Britten dingen er ook vele buitenlandse deelnemers naar eremetaal op deze wedstrijd. De Belgische Antwerpse Roeivereniging won deze wedstrijd in de jaren zeventig en de Koninklijke Roeivereniging Club Gent in 2001 van 40 ploegen. Koninklijke Roeivereniging Sport Gent verloor twee keer vrij nipt de finale overwinning (in 1983 en 2008). In 2019 won de Nederlandse roeivereniging R.S.V.U. Okeanos de Thames Challenge Cup.

## Diamond Challenge Sculls
De Diamond Challenge Sculls is de internationale topwedstrijd in de skiff heren open. Mannelijke skiffroeiers uit alle roeiclubs kunnen toegelaten worden. De Belg Wim Van Belleghem (1991) en Hannes Obreno (2016) en de Nederlanders Merlin Vervoorn (1996) en Melvin Twellaar (2025) zijn recente winnaars uit ons taalgebied die deze trofee te pakken kregen. Bekende winnaars zijn:
- John B. Kelly jr., de broer van Grace Kelly en zoon van meervoudig olympisch roeikampioen John B. Kelly sr.
- de olympische, wereld- of Europese finalisten en kampioenen Jack Beresford, Peter-Michael Kolbe, Vaclav Chalupa, Thomas Lange, Xeno Muller, Greg Searle, Alan Campbell, Steve Redgrave en Oliver Zeidler.

## Traditie
De sfeer van de regatta is bijzonder. De Britten zijn trots op hun tradities en houden die in ere. De hoeden van stro ademen de sfeer van de jaren twintig van de twintigste eeuw. Voor het bijwonen van de regatta op het terrein van de Leander Club worden forse bedragen neergeteld. Dit gebied heet de Stewards Enclosure. Het terrein is volledig afgesloten en alleen te betreden voor de leden en hun gasten, die dan wel in voorgeschreven kledij dienen te verschijnen. Er is ook een ander gebied dat toegankelijker is en meer betaalbaar, dit heet de Regatta Enclosure.
De clubkleur van Leander is oudroze (vieux-rose) en het wapenschildje wordt bewaakt door een roze nijlpaardje.